# Le Déluge (Oise)
Le Déluge foi uma comuna francesa na região administrativa de Altos da França, no departamento de Oise. Estendia-se por uma área de 3,69 km². Em 2010 a comuna tinha 1 025 habitantes (densidade: 277,8 hab./km²).
Em 1 de janeiro de 2017, passou a formar parte da nova comuna de La Drenne.